# Neoakut
Neoakut (također poznat kao hrvatski akut ili zavinuti naglasak) jest vrsta naglaska koji se razvio u praslavenskom jeziku povlačenjem naglasaka Ivšićevim zakonom. Tradiocionalno se rekonstruira kao naglasak uzlazne intonacije, prema slovenskom jeziku u kojem je uzlazan i prema ruskom jeziku gdje je uzlazan u punoglasju, kao i prema općehrvatskom dijalektalnom akutu ⟨õ⟩ povijesno uzlazne intonacije, odnosno pretežno ravne intonacije prema najnovijim fonetskim istraživanjima.

## Dugi i kratki neoakut
Kratki neoakut imao je jednaku intonaciju kao stari kratki vokali na središnjim slogovima, ali kratkosilazni ostvaraj na početnim slogovima. Kratkouzlazni ostvaraj posvjedočen je u slovačkom jeziku, nekim ruskim dijalektima, novoštokavskim dijalektima, kao i rubnim kajkavskim, čakavskim i nekim slovenskim dijalektima.
Dugi neoakut imao je dugu uzlaznu intonaciju na svim slogovima. U svim slavenskim jezicima koji čuvaju duljinu kao fonološku razliku, dugi neoakut je sačuvao svoju duljinu.